# Rue Paul-Bellamy
Pour les articles homonymes, voir Paul Bellamy et Bellamy.
La rue Paul-Bellamy est, avec 1,7 km, l'une des artères les plus longues de Nantes.

## Situation et accès
Située dans les quartiers Hauts-Pavés - Saint-Félix et celui du centre-ville (l'extrémité Sud, à partir de la rue Jeanne-d'Arc, marque la limite entre ces deux quartiers). Il s'agit d'un tronçon de la RN 137 qui relie Saint-Malo à Bordeaux.
Elle relie le rond-point de Rennes dans le prolongement du boulevard Robert-Schuman, au cours des 50-Otages au niveau de la place du Pont-Morand.

## Origine du nom
La voie renommée en l'honneur de l'ancien député-maire de la ville Paul Bellamy (1866-1930) par délibération du conseil municipal du 30 novembre 1936.

## Historique
Le percement de la « route de Rennes » dans son tracé actuel est commencé en 1765, et achevé en 1782. Avant cette création, le trajet vers Rennes empruntait le « chemin de Talensac », la « rue de Rennes » (devenue rue de Bel-Air), et un chemin devenu la rue Haute-Roche et la rue Noire.
Simple portion de la route de Rennes avant son urbanisation, ce tronçon, couramment appelé « la nouvelle rue de Bretagne » ou « le nouveau chemin de Rennes » à la fin du XVIIIe siècle, est baptisé « rue de Rennes » le 27 octobre 1837. 
Durant la Seconde Guerre mondiale, c'est par cette rue, dernière portion de la « route de Rennes », que le 18 juin 1940, les troupes d'occupation allemandes arrivèrent à Nantes. Précédant ainsi de quatre ans la 3e armée américaine du général Patton, notamment la 4e division blindée américaine du général John Shirley Wood, qui libérèrent alors la cité en pénétrant par cette artère le 12 août 1944.
Depuis octobre 2012, la rue Paul-Bellamy est parcourue par le chronobus C2 qui y dessert six arrêts : Talensac, Saint Stanislas, Bel Air, Bruneau, Le Goffic et Rond-Point de Rennes.

## Bâtiments remarquables et lieux de mémoire

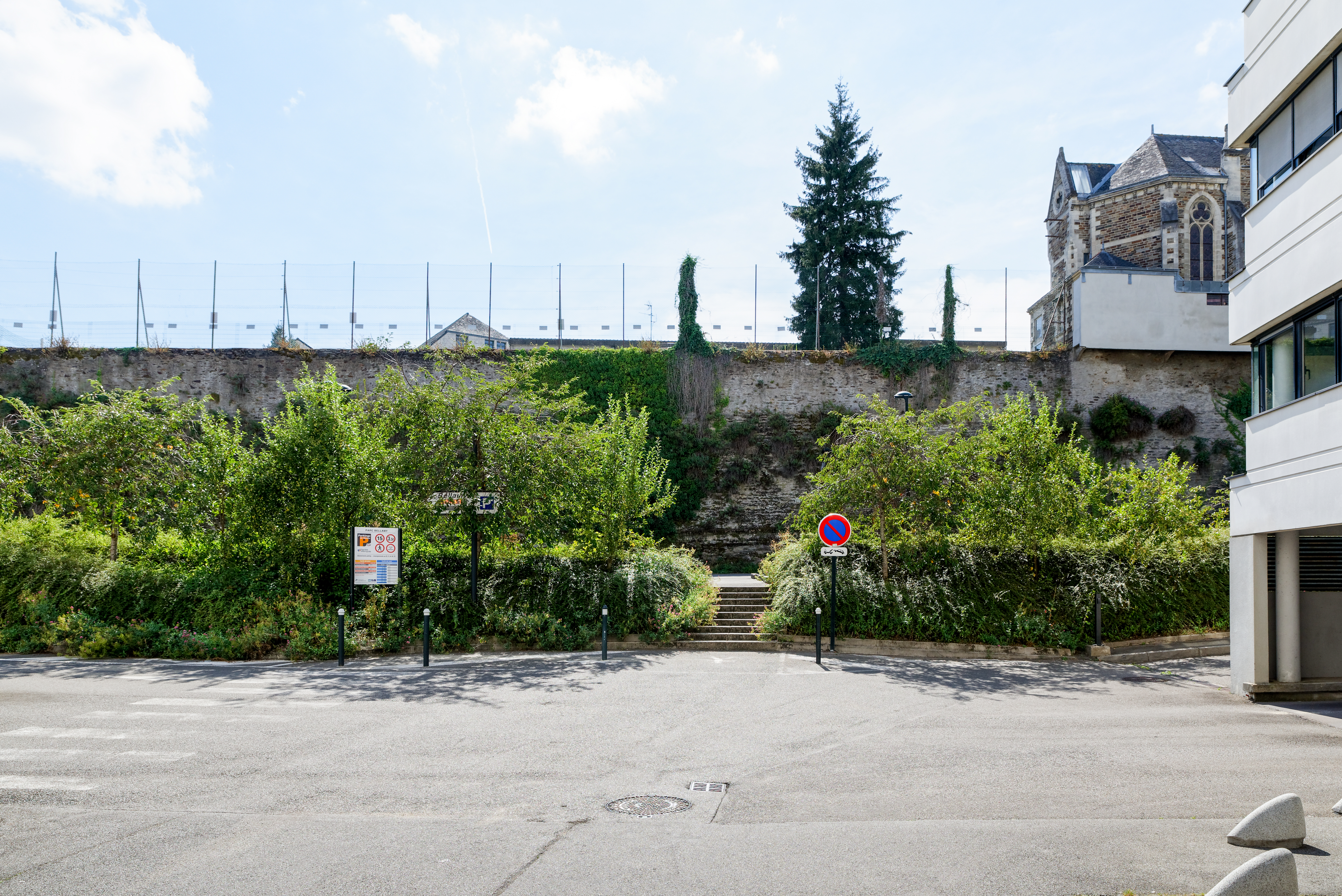
Vestiges des fortifications Mercœur

- Au no 25, à l'arrière des bâtiments de la chambre régionale des comptes des Pays de la Loire, se dresse un pan du bastion de Rennes, un des éléments défensifs mis en chantier vers 1580 par le duc de Mercœur, Philippe-Emmanuel de Lorraine, qui englobait les quartiers du Marchix et de Bourgneuf[4].
- Au no 134, l'hôtel Leglas-Maurice inscrit au titre des monuments historiques depuis 2015[5].
- En contrebas de l'avenue du Lavoir, petite impasse débutant entre les 185 et 187 rue Paul-Bellamy, est posée sur un mur une plaque datée du 23 février 1997 par le Souvenir Vendéen, ainsi libellée : près d'ici dans les carrières appelées la fosse du chemin de Rennes, où furent enfouis les restes de milliers de victimes de la Révolution, a été déposé au soir de son exécution,  le 29 mars 1796, le corps du Général CHARETTE.